# Robert Schumann
Robert Schumann (Zwickau, 8 juni 1810 – Endenich (bij Bonn), 29 juli 1856) was een Duits componist, pianist, dirigent en muziekcriticus in de periode van de romantiek.

## Levensloop

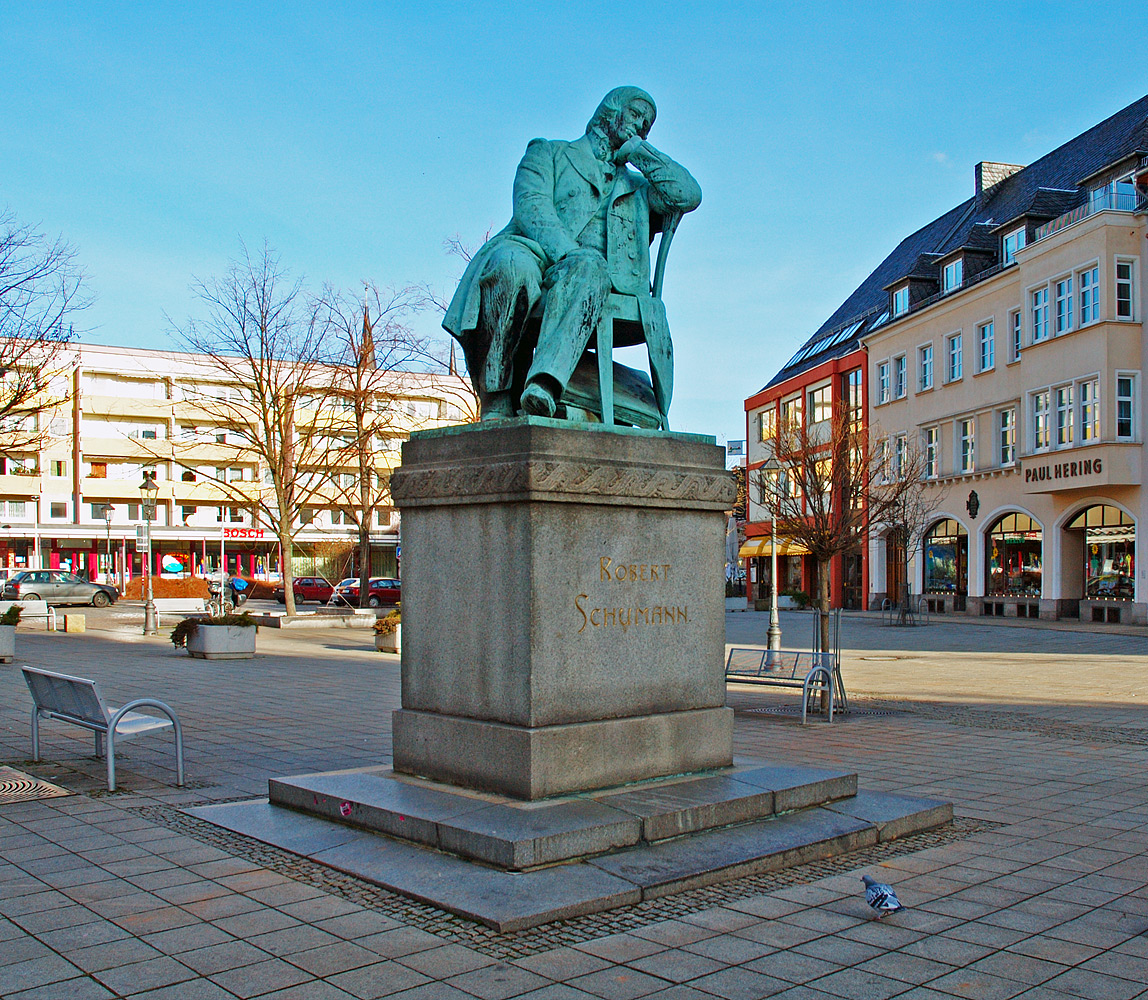
Robert Schumann-monument in Zwickau

Schumann werd geboren in Zwickau aan de Hauptmarkt 5 als het vijfde kind van Friedrich August Gottlob Schumann (1773-1826) en Johanna Christiane Schnabel (1770-1836). Zijn vader was boekhandelaar, schrijver, literair vertaler en uitgever, en dat stimuleerde Roberts literaire belangstelling. Hij had een zuster Emilie (1796-1825) en drie broers, die alle drie het boekenvak in gingen: Eduard (1799-1839), Carl (1801-1849) en Julius (1805-1833).

### Vroege periode
Op zevenjarige leeftijd kreeg Robert Schumann zijn eerste pianoles. Er werd een vleugelpiano gekocht en zijn vader probeerde (tevergeefs) Carl Maria von Weber als pianoleraar voor zijn zoon te krijgen. Tot zijn achttiende ging Schumann naar het lyceum van zijn geboortestad. Hij noteerde later: "Ich genoss eine sorgfältigste und liebevolle Erziehung" (Ik heb een zorgvuldige en liefdevolle opvoeding genoten).
Op twaalfjarige leeftijd schreef hij zijn eerste composities, Psalm 150 en de Ouverture met koor voor zangsolisten, koor en orkest met obligate pianopartij. Zijn tweede creatieve werkterrein was de literatuur: hij schreef al jong gedichten, toespraken en artikelen. Hij had in de boekhandel van zijn vader toegang tot de nieuwste werken van de bekende schrijvers en dichters van zijn tijd.
In 1825 pleegde zijn zuster Emilie zelfmoord en tien maanden later overleed ook zijn vader. Volgens de wens van zijn moeder, maar vooral op advies van zijn curator Gottlob Rudel, studeerde hij – zonder veel belangstelling – eerst rechtswetenschap in Leipzig en Heidelberg. Het bijwonen van een concert van Niccolò Paganini in Frankfurt am Main gaf de doorslag bij zijn beslissing zich helemaal aan de muziek te wijden.
Schumann studeerde piano bij de befaamde Friedrich Wieck, maar een vingerverrekking verhinderde hem een loopbaan als pianovirtuoos of concertpianist te beginnen. Evenals de andere studenten ging Schumann te Leipzig bij Wieck inwonen. Hij maakte er kennis met Wiecks dochter Clara, die hij later zou huwen. Bij Heinrich Dorn in Leipzig studeerde hij in 1831 muziektheorie.

### Davidsbündler
Zijn uitgebreide literaire belangstelling kwam tot uitdrukking in publicaties tegen 'filistreuse' (bekrompen) vervalverschijnselen op het gebied van de muziek. Samen met Clara Wieck en een paar andere kunstenaars richtte hij in 1834 het Neue Zeitschrift für Musik op, waarover hij in 1835 de volledige leiding op zich nam. Het werd het vooraanstaande medium op muzikaal gebied in Duitsland. In dit blad schreef hij zijn artikelen onder verschillende pseudoniemen. 'Eusebius' was bezonnen en fijngevoelig, 'Florestan' sterk, inspirerend en enthousiast, 'Meister Raro' evenwichtig en verzoenend. Deze figuren noemde hij de 'Davidsbündler' (leden van de bond van David).

### Robert en Clara

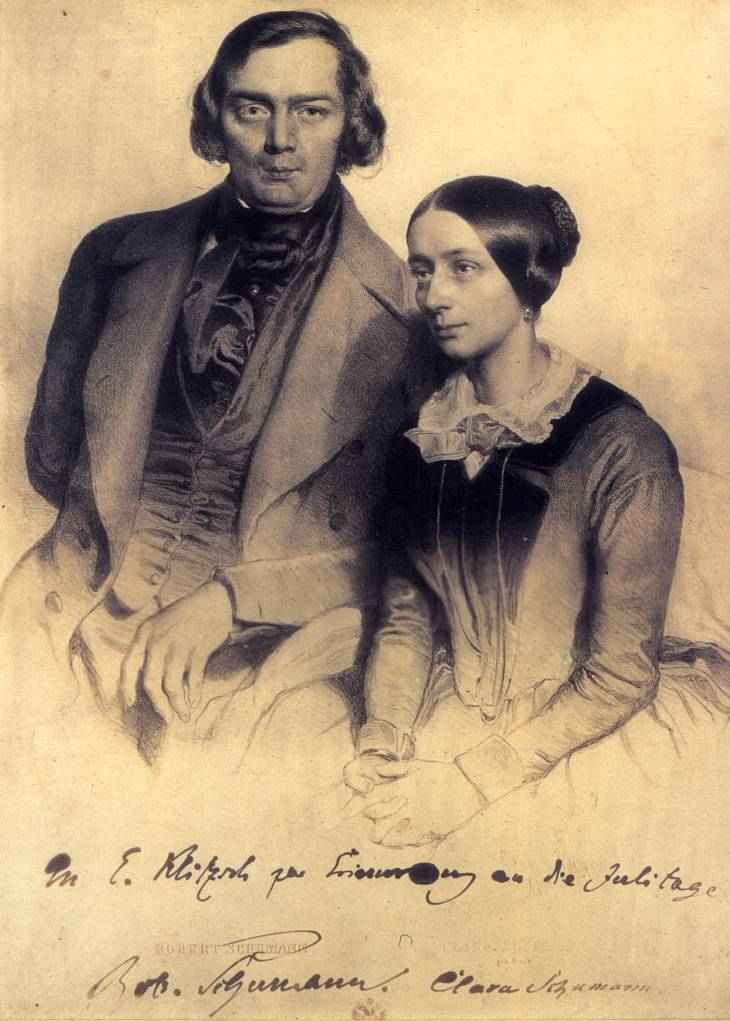
Robert en Clara Schumann, 1847

Na een korte verloving met Ernestine von Fricken voelde Schumann zich sterk tot Clara Wieck aangetrokken. Zijn liefde voor haar leidde tot jarenlange conflicten met zijn pianoleraar, haar vader Friedrich Wieck, die bijzonder trots was op zijn dochter. Zij was zijn oogappel en een veelbelovend pianiste, de kroon op zijn leraarschap. Het kwam tot een openlijke breuk. Wieck had Schumann verboden Clara te ontmoeten en ging met haar op concertreis. Maar in Schumanns werken uit deze tijd blijft Clara aanwezig. In 1837 verloofde het paar zich tegen de wil van vader Wieck. De intriges van Wieck leidden bij Schumann tot een zenuwcrisis en aanvallen van zwaarmoedigheid. Via de rechtbank werd de toestemming voor het huwelijk geforceerd. Eindelijk kon het paar op 12 september 1840, daags voor de 21e verjaardag van Clara, in de dorpskerk van Schönefeld trouwen.
In datzelfde jaar werd Schumann door de Universiteit van Jena tot eredoctor benoemd en maakte hij kennis met Franz Liszt. De eerste huwelijksjaren waren de gelukkigste van Schumanns leven. Het echtpaar bleef tot 1844 in Leipzig wonen.
Clara ging door met optreden en haar carrière als pianiste ontwikkelde zich voorspoedig. De inkomsten uit haar concerten waren onmisbaar voor het echtpaar en omdat ze vaak werken van Schumann speelde, droeg ze bij aan zijn reputatie als componist, ook in het buitenland. Op een concertreis in 1844 naar Rusland voor concerten in Petersburg en Moskou werden de Schumanns door de familie van tsaar Nicolaas I ontvangen. Het stoorde Robert echter dat Clara op deze tournees de hoofdrol speelde en dat hij niet meer leek te zijn dan haar meereizende echtgenoot. Ook Nederland deden ze aan. Toen ze bij prins Frederik, de broer van koning Willem II, aan het hof kwamen, vroeg de prins, volgens een vaak navertelde anekdote, aan Schumann "of hij óók muzikaal was".

### Liederen, symfonieën en kamermuziek
Ondertussen had hij zich ontwikkeld tot een productief componist van formaat. Schumann schreef tot 1839 uitsluitend pianomuziek. Toen ontstonden de grote pianocycli, waarmee hij beroemd zou worden. 1840 was het jaar van de liederencycli: hij schreef in dat jaar 138 liederen, waaronder Liederkreis Op. 39, Frauenliebe und -leben, op. 42 en Dichterliebe, op. 48. Pas na het huwelijk werd de breedte van het compositorisch oeuvre vergroot. In 1841 ontstond de Symfonie Nr. 1 in Bes-groot op. 38, de 'Frühlingssinfonie' (Lentesymfonie). De première in het Gewandhaus te Leipzig onder leiding van Felix Mendelssohn was een van de grootste successen in Schumanns carrière.
1842 werd het jaar van zijn kamermuziek met de drie Strijkkwartetten, op. 41. Schumann schreef daarnaast in totaal ongeveer twee- à driehonderd liederen, waarvan er vijftig tot honderd echt bekend geworden zijn. Toen hij in 1843 met het wereldlijke oratorium Das Paradies und die Peri, op. 50 triomfeerde, liep het minder goed met zijn werk als compositieleraar aan het nieuwe conservatorium.

### Spanningsveld Dresden
In 1844 vertrok het echtpaar Schumann van Leipzig naar Dresden. In deze tijd had hij verscheidene ontmoetingen met Richard Wagner. In 1847 werd hij dirigent van het koor 'Liedertafel' in Dresden. Het revolutiejaar 1848 werd een van de productiefste van Schumann: hij voltooide zijn opera Genoveva op een zelfgemaakt libretto, begon met het schrijven van de toneelmuziek voor Manfred van Lord Byron en voltooide het derde deel van de Szenen aus Goethes Faust. Maar de familie Schumann voelde zich in Dresden steeds geïsoleerder, want zij ergerden zich aan de muzikale smaak van het conservatieve Dresdener publiek. Zo nam Schumann in 1850 het aanbod van Ferdinand Hiller aan om hem als zijn opvolger als stedelijk muziekdirecteur in Düsseldorf voor te dragen.

### Muziekdirecteur in Düsseldorf
In Düsseldorf was Schumann verantwoordelijk voor de abonnementsconcerten van de Städtische Allgemeine Musikverein, de repetities van de verschillende koren en adviseur voor bijzondere muzikale festiviteiten in twee rooms-katholieke kerken. Hij was zeer ambitieus en het eerste concert, waarop Clara als soliste optrad, was een overweldigend succes. Zijn zwijgzaamheid, zijn sterke bijziendheid, die in die tijd met een bril niet te verhelpen was, zijn zachte stem en het gebrek aan pedagogische vaardigheid om orkestleden te motiveren, leidden tot een gebrekkige discipline in het orkest. In november 1853 werd hem meegedeeld dat hij uitsluitend nog eigen werk kon dirigeren: een regelrecht ontslag.

### Laatste jaren
Schumann kreeg steeds meer last van gehoorhallucinaties, die gepaard gingen met depressies en angstvisioenen. Op 27 februari 1854 sprong hij tijdens het plaatselijke carnavalsfeest in een vlaag van innerlijke verscheurdheid in de Rijn. Hij werd gered door brugopzichter Joseph Jüngermann en enkele onbekende omstanders, onder wie volgens sommigen een Nederlandse schipper. Hij werd ontoerekeningsvatbaar verklaard en in een inrichting voor geesteszieken in Endenich (nabij Bonn) opgenomen. Daar woonde hij tot zijn overlijden in 1856 totaal geïsoleerd. Zelfs Clara zocht hem hier pas twee dagen voor zijn overlijden voor het eerst op.

## Stijl
Schumann behoort zonder twijfel tot de belangrijkste componisten van de periode van de muzikale romantiek. Hij heeft niet alleen een groot aantal belangrijke pianowerken en liederen nagelaten, maar verkende met zijn late koor- en orkestwerken vaak nieuwe mogelijkheden.

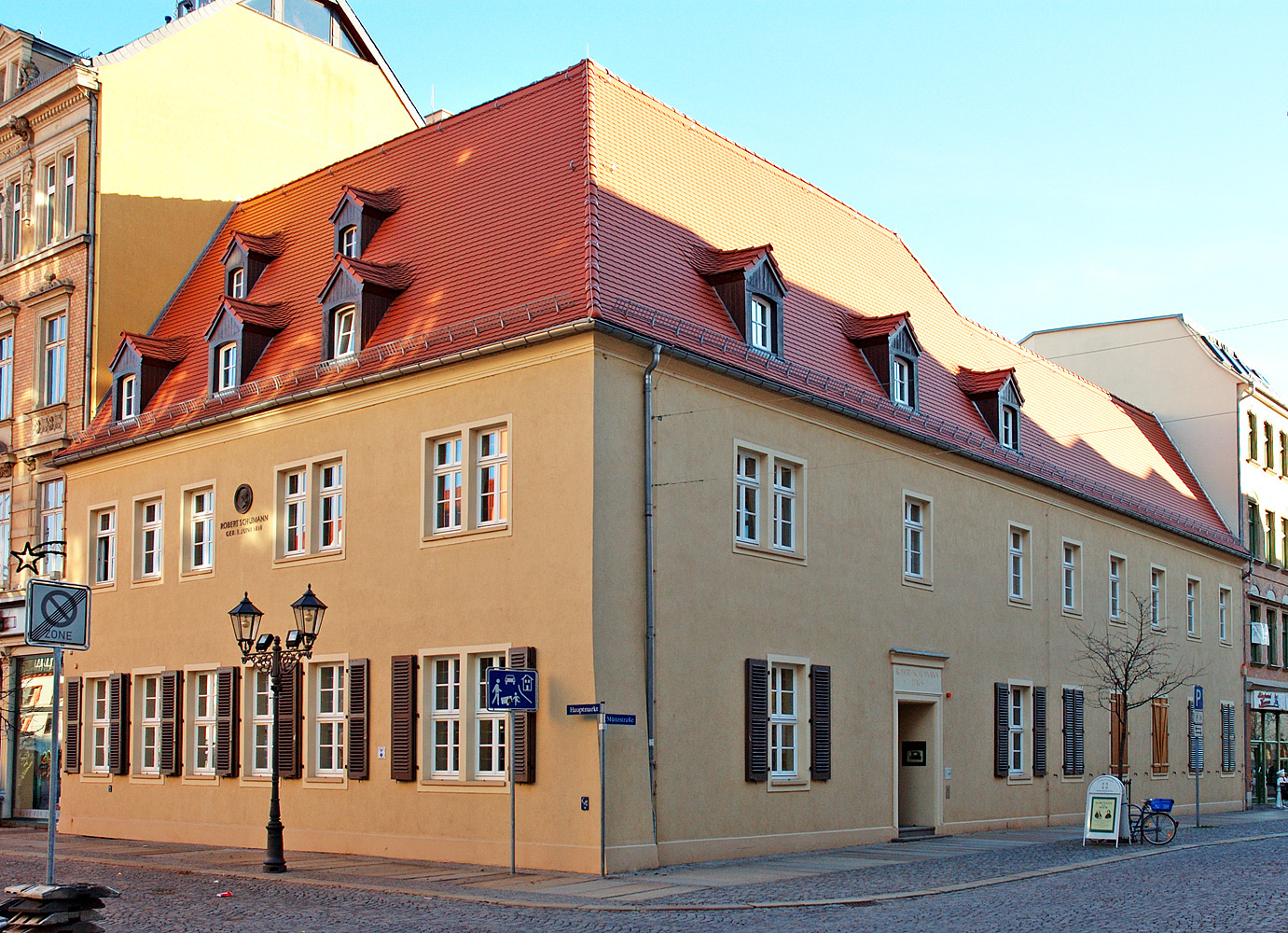
Het geboortehuis van Robert Schumann in Zwickau
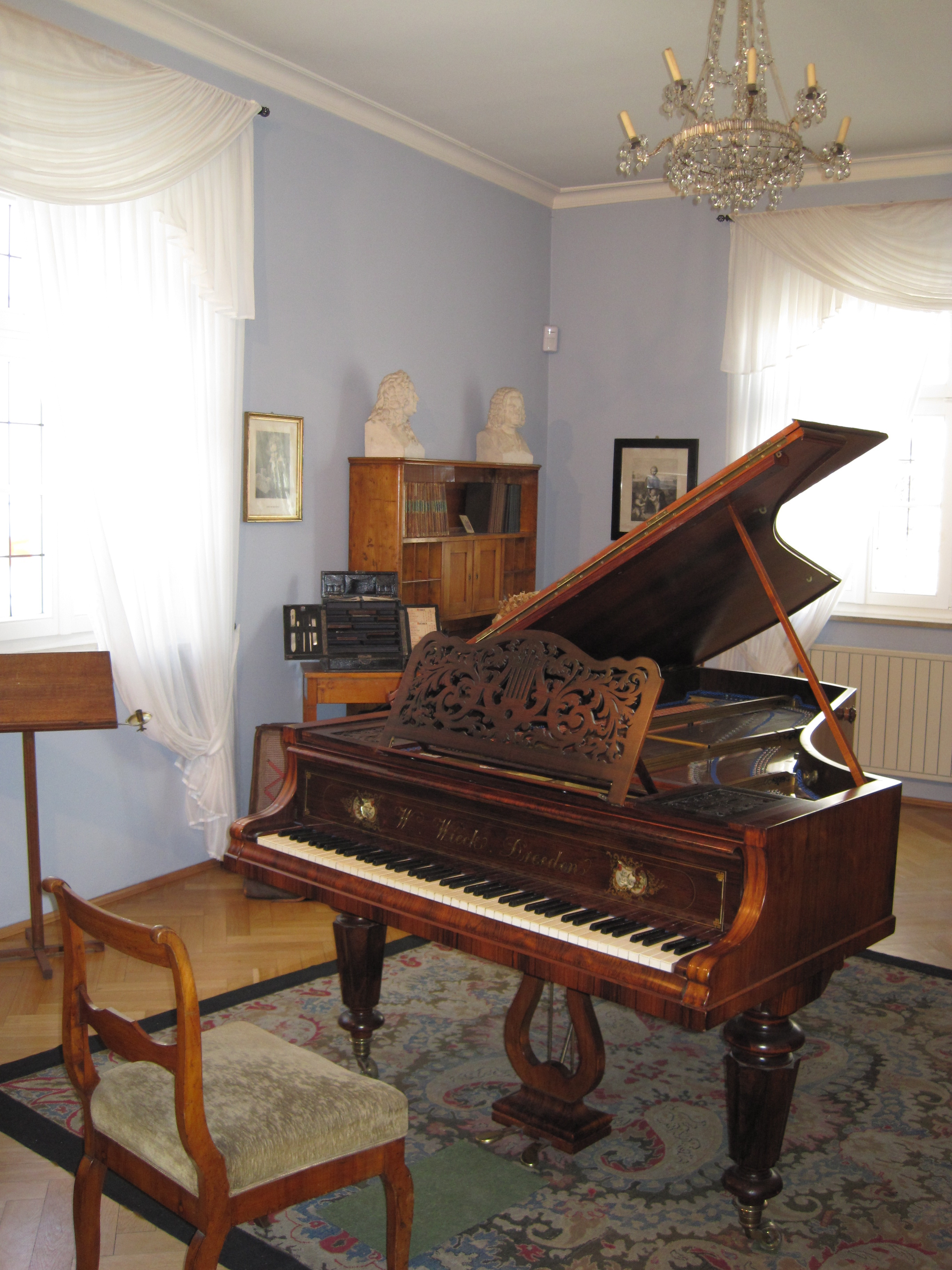
Schumanns muziekkamer in Zwickau
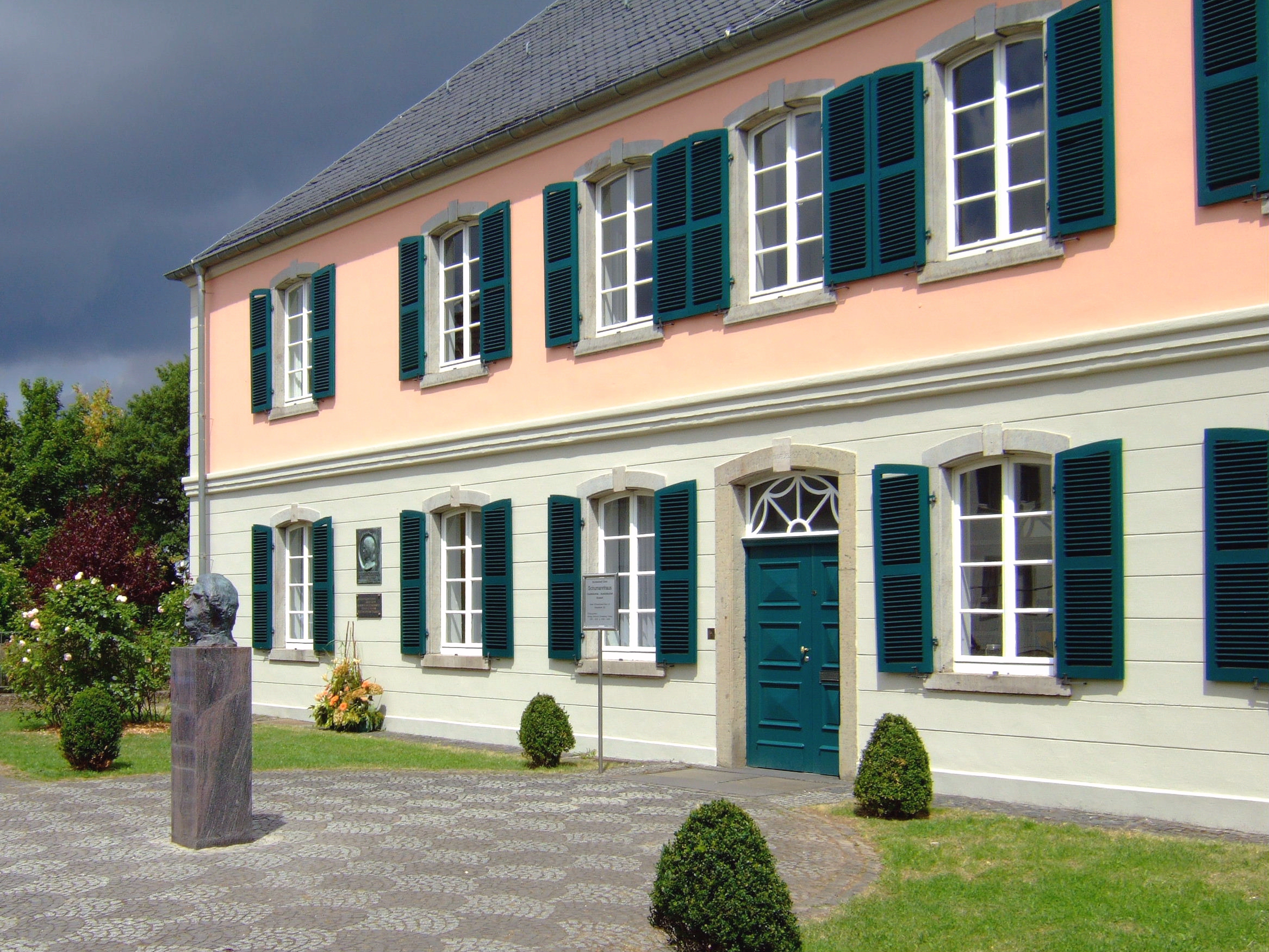
Het Schumann-Huis in Bonn – voormalige inrichting voor geesteszieken in Endenich (nabij Bonn)
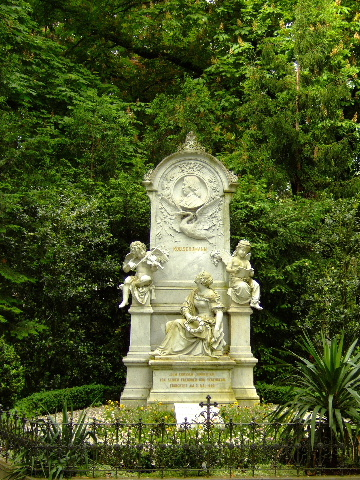
Het graf van Clara en Robert Schumann op de Oude begraafplaats in Bonn

## Musea
Verschillende musea wijden zich aan het werk en leven van Schumann, en soms ook van zijn vrouw Clara. Er zijn bijvoorbeeld het Schumannhaus Bonn, het Schumannhaus Leipzig en het Robert-Schumann-Haus in Zwickau. Verder zijn er musea met een deelcollectie over hem, zoals het Brahms-Institut in Lübeck en Brahmshaus in Baden-Baden.

## Publicaties
- Robert Schumann: Schriften über Musik und Musiker - Ausgwählt und herausgegeben von Josef Häusler, Universal Bibliothek Nr. 2472 (3) Stuttgart, ISBN 3-15-002472-2
- Gerd Nauhaus & Ingrid Bodsch (red.): Clara und Robert Schumann: Ehetagebücher, StadtMuseum Bonn, Bonn und Stroemfeld-Verlag, Frankfurt-Bazel 2006, ISBN 3-86600-002-2

## Over Robert Schumann
In het Nederlands
- Henk Stam: Schumann, J.H. Gottmer, Haarlem/Antwerpen, 1948
- Tim Dowley, Jos van Leeuwen (red.): Schumann, Gottmer, Haarlem, 1988.

In het Duits
- Julius Alf, Joseph A. Kruse (red.): Robert Schumann. Universalgeist der Romantik, Droste Verlag Düsseldorf, 1981.
- Siegfried Kross: "Robert Schumann im Spannungsfeld von Romantik und Biedermann", in: Bonner Geschichtsblätter Band 33 (1981), Bonner Heimat- und Geschichtsverein en Stadtarchiv Bonn
- Barbara Meier: Robert Schumann, rororo Monografie Nr. 50522, Rowohlt Verlag Reinbek, 4e druk, 1995, ISBN 3-499-50522-3
- Günther Spies: Robert Schumann, Philipp Reclam jun., Stuttgart, 1997, ISBN 3-15-010435-1
- Leander Hotaki: Robert Schumanns Mottosammlung: Übertragung, Kommentar, Einführung, Freiburg i.Br., 1998, ISBN 3-7930-9173-2
- Ernst Burger: Robert Schumann: Eine Lebenschronik in Bildern und Dokumenten, Schott Verlag Mainz, 1998, ISBN 3-7957-0343-3
- Arnfried Edler: Robert Schumann und seine Zeit, Laaber-Verlag, 2e druk 2002, ISBN 3-89007-538-X
- Wolfgang Boetticher: Robert Schumann: Leben und Werk, Noetzel Verlag, 2004, ISBN 3-7959-0804-3
- Udo Rauchfleisch: Robert Schumann: Eine psychoanalytische Annäherung, Verlag Vandenhoeck & Ruprecht, 2004, ISBN 3-525-01627-1

In het Engels
- Alan Walker (red.): Robert Schumann: The Man & His Music. Barrie & Jenkins, London, 1972.
- John Daverio: Robert Schumann. Herald of a "New Poetic Age", Oxford University Press, 1997, ISBN 0-19-509180-9
- Eric Frederick Jensen: Schumann, Oxford University Press, 2001, ISBN 0-19-513566-0
- John Worthen, Robert Schumann. Life and Death of a musician, Yale University Press, 2007, ISBN 978-0-300-11160-6